# Histoire d'Ottawa

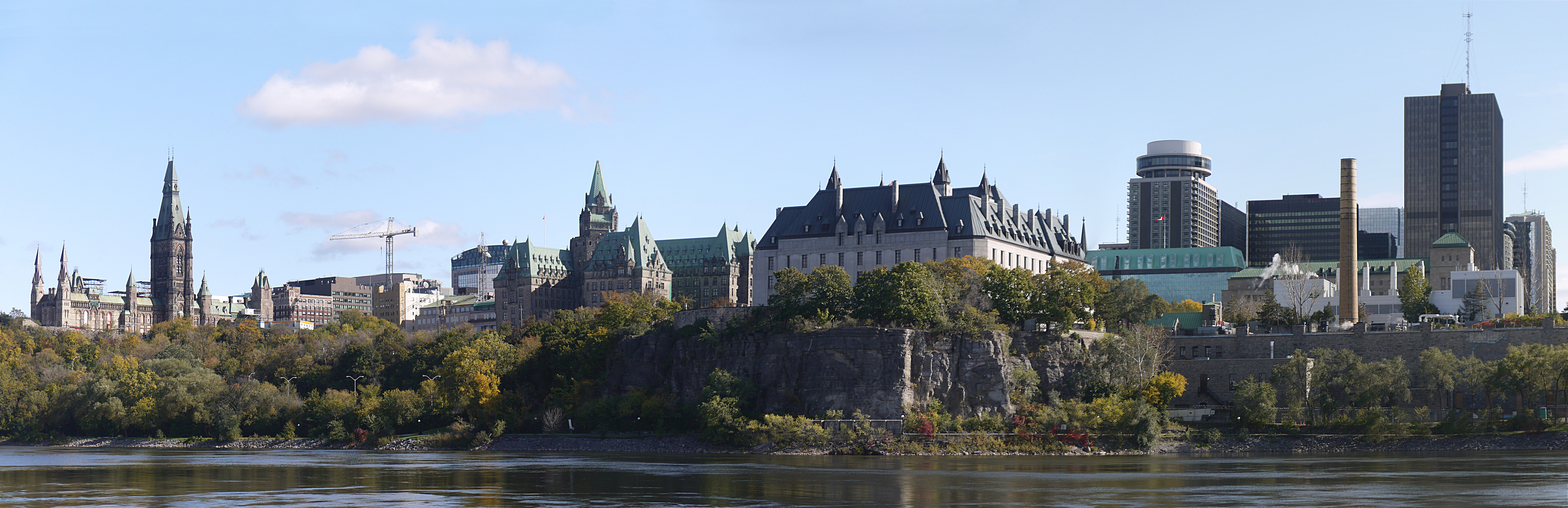
Panorama de la ville d'Ottawa

L' histoire d'Ottawa, capitale du Canada, a été façonnée par des événements tels que la construction du canal Rideau, le développement de l'industrie du bois, le choix d'Ottawa comme emplacement de la capitale du Canada, ainsi que par des influences et des interactions américaines et européennes. En 1914, la population d’Ottawa dépassait les 100 000 habitants et elle est aujourd’hui la capitale d’un pays du G7. Sa population métropolitaine dépasse le million d'habitants.
L'origine du nom « Ottawa » dérive du mot algonquin adawe, qui signifie « commercer ». Le mot fait référence aux peuples autochtones qui utilisaient la rivière pour faire du commerce, chasser, pêcher, camper, récolter des plantes, organiser des cérémonies et pour d'autres usages traditionnels. Les premières cartes de la région ont nommé la rivière le long de laquelle s'est développée la ville du nom de ces peuples.
Pendant des siècles, les Algonquins ont traversé la région en pratiquant le portage le long de la rivière des Outaouais et de la rivière Rideau. L'explorateur français Étienne Brûlé est considéré comme le premier Européen à avoir vu les chutes de la Chaudière en 1610. Il a dû lui aussi pratiquer le portage pour les dépasser afin de se rendre plus à l'intérieur des terres. Aucun établissement permanent ne s'est établi dans la région avant 1800, quand Philemon Wright a fondé son village près des chutes, sur la rive nord de la rivière des Outaouais.
La construction du canal Rideau, engagée en raison de préoccupations de défense après la guerre de 1812, selon les plans élaborés par le lieutenant-colonel John By et le gouverneur général Dalhousie, a commencé peu après la fondation de la ville de Bytown, qui a précédé Ottawa, le 26 septembre 1826. Le lieutenant-colonel John By était un officier des Royal Engineers chargé par le gouvernement britannique en 1826 de superviser la construction du canal Rideau.
La fondation fut célébrée par une première pelletée de terre et autorisée par une lettre de Dalhousie qui permettait au colonel By de diviser la ville en lots. La ville s'est développée pour devenir un site de commerce du bois, puis du bois de sciage, ce qui a entraîné une croissance telle qu'en 1854, Bytown a été incorporée et son nom actuel, Ottawa, lui a été attribué.
La reine Victoria choisit Ottawa comme capitale du Canada peu de temps après et les édifices du Parlement sur la Colline du Parlement furent bientôt construits. À cette époque également, l'augmentation des ventes à l'exportation a amenée la ville à se connecter au chemin de fer pour faciliter l'expédition vers les marchés, notamment aux États-Unis. L’industrie du bois a connu un déclin au début des années 1990 en raison de la diminution de l’offre et de la demande.
La croissance s'est poursuivie au XXe siècle. Dans les années 1960, le plan Greber a transformé l'apparence de la capitale et supprimé une grande partie de l'ancienne infrastructure industrielle. Dans les années 1980, Ottawa a été connue sous le nom de Silicon Valley du Nord en raison de la création de grandes entreprises de haute technologie qui ont  apporté la prospérité économique et contribué à provoquer une forte augmentation de la population au cours des dernières décennies du siècle. En 2001, la ville a fusionné tous les secteurs de l'ancienne région et elle continue à croitre aujourd'hui en prêtant une attention particulière aux transports.

## Les peuples autochtones et l’exploration européenne
La vallée de l'Outaouais est devenue habitable avec l'assèchement de la mer de Champlain il y a environ 10 000 ans. Le peuple algonquin ( Anishinaabe ), qui appelle la rivière des Outaouais Kichi Sibi ou Kichissippi, ce qui signifie « Grande rivière », a maintenu une route commerciale le long de la rivière des Outaouais pendant une période relativement courte , , , , . Le mot « Ottawa » fait référence au peuple Ottawa, la Première Nation qui chassait, campait, commerçait et voyageait dans la région, et qui vivait également loin à l'ouest le long de la baie Georgienne et du lac Huron.
Des guides algonquins ont assisté Étienne Brûlé quand il devint le premier Européen à remonter la rivière des Outaouais en 1610, suivi de Samuel de Champlain en 1613,. Les documents écrits montrent qu’en 1613, les Algonquins contrôlaient la vallée de l’Outaouais et les régions environnantes à l’ouest et au nord. 

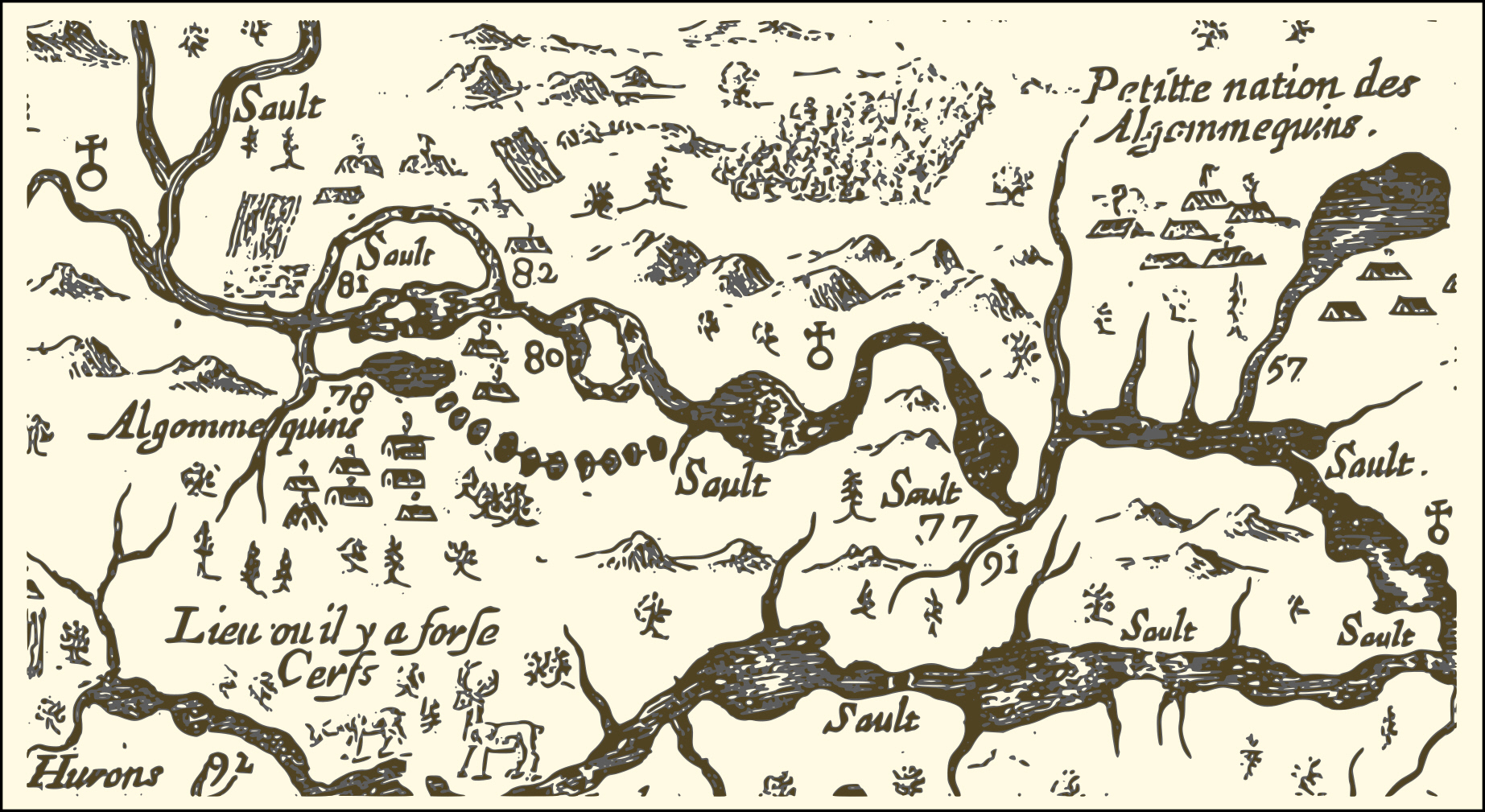
Représentation des colonies près de la rivière des Outaouais par Samuel de Champlain en 1632. L'emplacement actuel de la ville d'Ottawa est le numéro 77 sur la carte.

Samuel de Champlain a créé une carte en 1632 qui montrait une partie du parcours de la rivière des Outaouais qu'il a emprunté en 1616. Des numéros  indiquaient les sites qu'il a visités, les rapides importants et les campements autochtones. Les numéros 77 et 91 correspondent respectivement à l'emplacement de la ville moderne d'Ottawa et de la rivière Rideau ; le numéro 80 marque l'emplacement des grands rapides au sud de l'île Calumet ; le numéro 81 montre le site de l'île aux Allumettes, habitée à cette époque par des membres de la nation algonquine; le numéro 82 correspond approximativement à l'emplacement du village moderne de Fort-Coulonge, et d'une colonie algonquine qui existait à l'époque des voyages de Champlain.
Champlain a écrit à propos des chutes Rideau (baptisées par des canoéistes ultérieurs) à l'est de la future ville, et des chutes Chaudière (baptisées par Champlain) à l'ouest, qui seront plus tard utilisées par l'industrie du bois. Contrairement à certaines parties de Gatineau et à des zones beaucoup plus en amont, il n'y a aucune indication d'une quelconque colonisation de l'emplacement actuel d'Ottawa au cours des deux siècles suivants, mais la rivière et la rivière Rideau ont été utilisées pour les déplacements, , . La Chaudière était, et est toujours, impraticable à toute circulation maritime. Pour cette raison, des chemins de portage autour d'elle étaient utilisés lors des voyages depuis l'embouchure de la rivière des Outaouais vers les terres de l'intérieur et les Grands Lacs. De nombreux missionnaires, coureurs des bois et voyageurs sont passés par Ottawa, comme le martyr jésuite Jean de Brébeuf en 1634, en route vers les Hurons, Groseilliers en 1654, Radisson, et dans les années 1700 les explorateurs La Vérendrye (qui a fait quatre voyages vers l'ouest dans les années 1730 et 1740), et plus tard Alexander Mackenzie, Joseph Frobisher et Simon McTavish, . Nicholas Gatineau faisait également du commerce en utilisant la rivière Gatineau située à proximité.
Les Algonquins n’étaient pas le seul peuple présent dans l’Ontario actuel. Avec les Hurons, ils ont livré une guerre acharnée aux Iroquois au cours du XVIIe siècle. Les voyages de Champlain l'ont amené au lac Nipissing et à la baie Georgienne, jusqu'au centre du pays Huron, près du lac Simcoe. Au cours de ces voyages, Champlain aida les Hurons dans leurs batailles contre la Confédération iroquoise. En conséquence, les Iroquois devinrent les ennemis des Français et furent impliqués dans de multiples conflits (connus sous le nom de guerres françaises et iroquoises) jusqu'à la signature de la Grande Paix de Montréal en 1701.

### Contexte historique avant la colonisation
La guerre de Sept Ans entre la Grande-Bretagne et la France a pris fin avec le traité de Paris de 1763, qui a confirmé la conquête du Canada par la Grande-Bretagne. Après avoir vaincu les Français et leurs alliés autochtones dans les Maritimes, à Québec sur les plaines d'Abraham, puis à Montréal, la Grande-Bretagne contrôle tout le Canada. Par conséquent, les régions à l’ouest de Montréal ont commencé à accueillir de nombreux colons anglophones en provenance de Grande-Bretagne. La population de l'Est de l'Ontario a également augmenté après la Déclaration d'indépendance de la Révolution américaine de 1776. De nombreux loyalistes de l’Empire-Uni ont émigré au Canada, aidés par la Grande-Bretagne, qui leur a accordé 200 acres (81 ha) de terre et d’autres biens avec lesquels reconstruire leur vie.

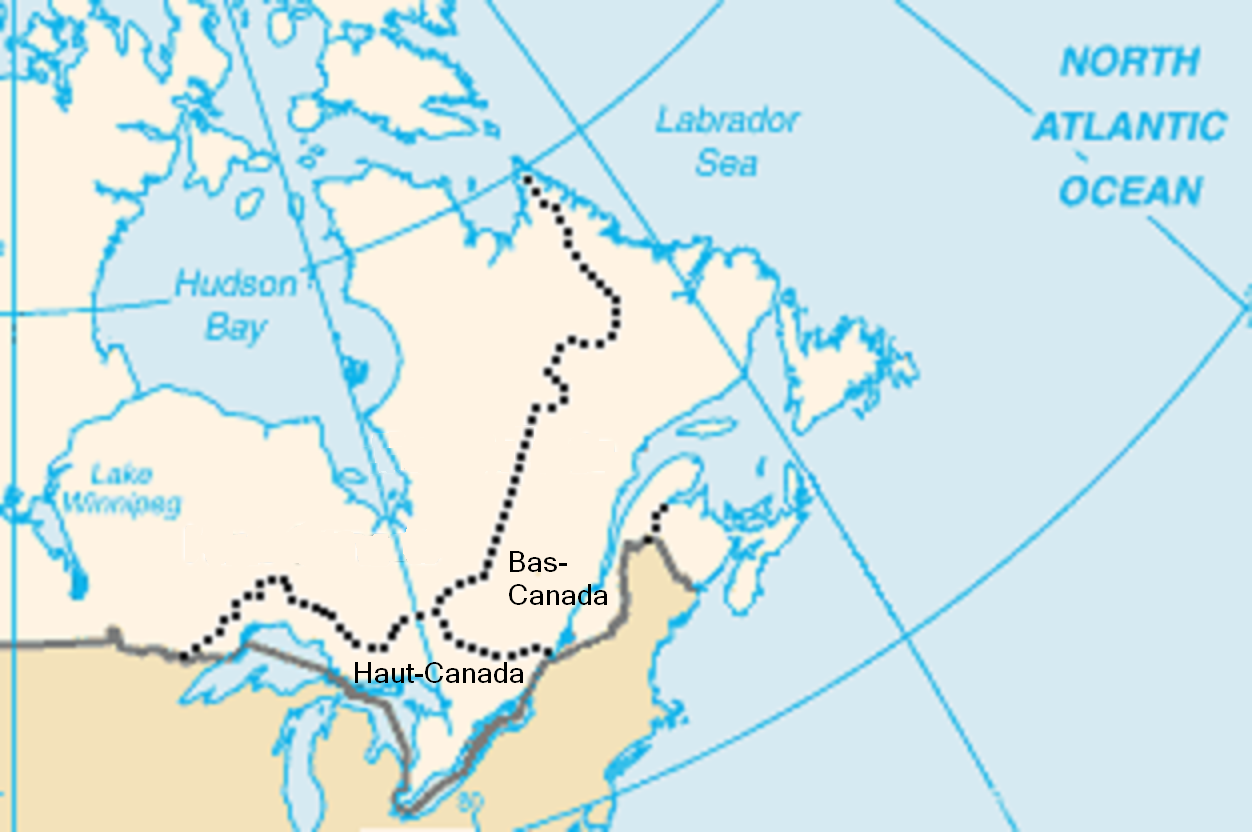
Les Canadas en 1791, après l'adoption de l'Acte constitutionnel de 1791.

L'Acte constitutionnel de 1791 établit les provinces du Haut-Canada et du Bas-Canada qui existeront du 26 décembre 1791 au 10 février 1841. À cette époque, deux régions culturellement distinctes étaient en formation : les colons américains protestants loyalistes et les immigrants britanniques du Haut-Canada et une population catholique francophone du Bas-Canada. La mise en place des deux solitudes a conduit à la division de la nation algonquine. Le Haut-Canada avait sa propre législature et était administré par un lieutenant-gouverneur (à commencer par John Graves Simcoe ). Sa capitale fut établie en 1796 à York (aujourd'hui Toronto ), un choix influencé par la menace d'une attaque américaine, qui fut également un facteur déclenchant la construction du canal Rideau. À l’époque où la colonisation britannique a commencé près d’Ottawa, il y avait deux principales zones locales : le canton de Nepean à l’ouest de la rivière Rideau et le canton de Gloucester à l’est. Bien qu'ils n'aient pas encore de nom, ils ont été formés en 1793.
Bien que la guerre de 1812 ait donné au Haut-Canada une certaine confiance dans sa capacité à se défendre contre l’intrusion américaine, la menace subsistait. Des établissements militaires tels que Perth, en Ontario, ont donc été créés et certaines familles de régiments militaires (comme le 100e régiment d'infanterie (Prince Regent's County of Dublin Regiment) à Richmond, en Ontario ) se sont installées. Au moment de la fondation de Bytown, Kingston, en Ontario, située sur la rive est du lac Ontario au sud-ouest d'Ottawa, était devenue une base navale de 2 849 habitants, la population de York était de 1 677, Perth, de 1 500, et Brockville, une autre ville de l'est de l'Ontario, avait une population qui approchait les 1 000 habitants. Au Bas-Canada, Montréal et Québec étaient beaucoup plus grandes, comptant chacune 22 000 habitants.

## Colonisation

### Les premiers colons

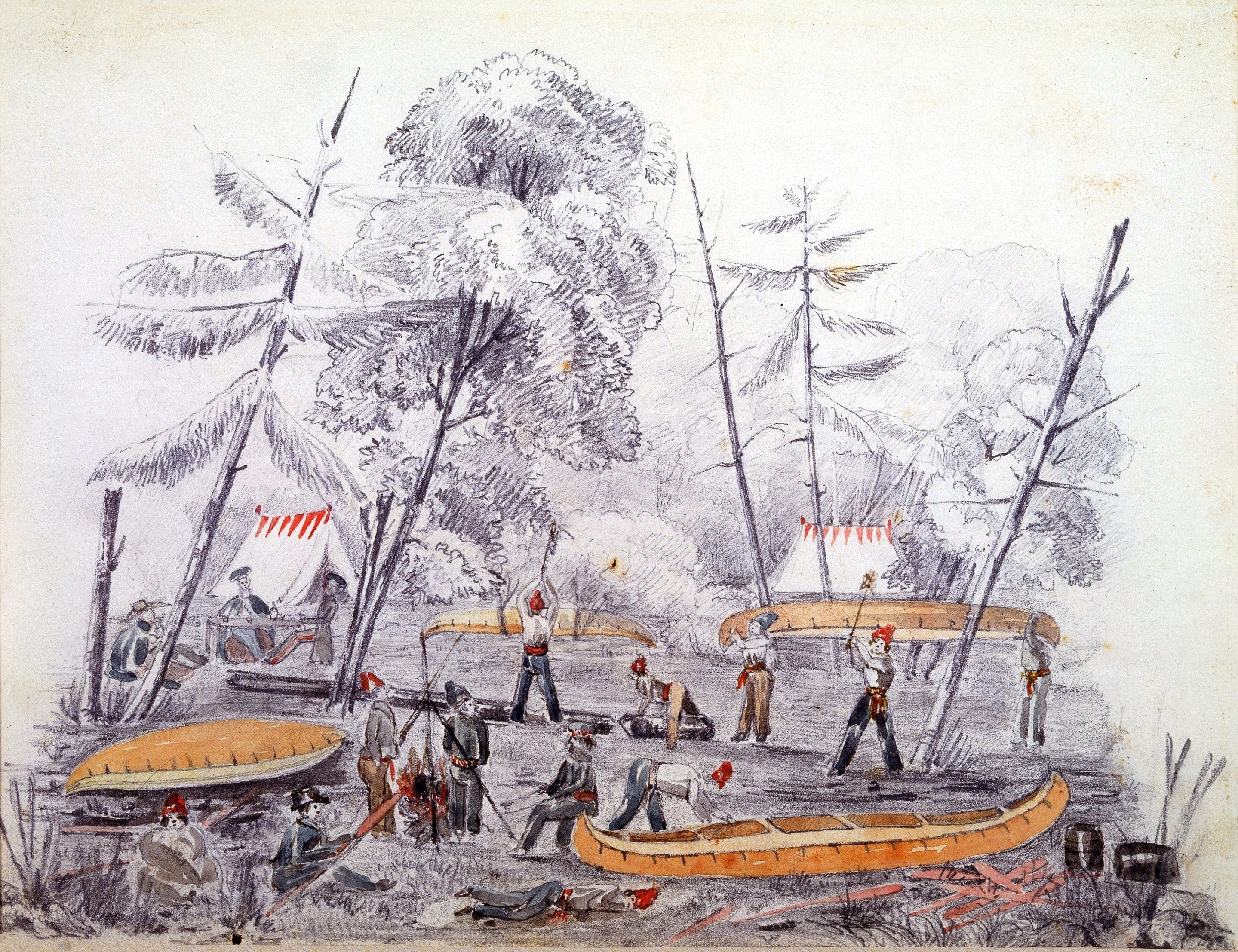
Le premier camp militaire établi sur la rive sud de la rivière des Outaouais en 1826. Le camp était une étape pour les soldats et les ouvriers du canal Rideau jusqu'à ce qu'un plan de logement plus vaste soit créé.

La première grande colonie européenne près d'Ottawa a été fondée par Philemon Wright, un habitant de la Nouvelle-Angleterre originaire de Woburn, dans le Massachusetts, qui, le 7 mars 1800, s'est installé avec cinq autres familles, incluant la sienne, ainsi que vingt-cinq ouvriers. Ils fondèrent une communauté agricole appelée Wright's Town (aujourd'hui Gatineau, Québec ) sur la rive nord de la rivière des Outaouais, aux chutes de la Chaudière. Après six ans, les exportations agricoles n’étaient pas suffisantes pour soutenir la communauté et Wright a commencé à récolter des arbres comme culture commerciale lorsqu’il a déterminé qu’il pouvait transporter du bois par voie fluviale de la vallée de l’Outaouais jusqu’aux marchés de Montréal et de Québec, puis vers l'Europe. Son premier radeau de bois équarri et de bois scié arrive à Québec en 1806. C'est à partir de cet endroit qu'une grande partie de la future colonisation de la rive sud a été facilitée. À cette époque, les terres du côté des Outaouais de la rivière avaient déjà été arpentées et des concessions de terres avaient été accordées, .
En 1818, une colonie fut formée à Richmond Landing, dans les actuelles plaines LeBreton, tandis que le chemin Richmond, la première artère d'Ottawa, était en construction. Les familles des soldats anglais venus créer la colonie de Richmond séjournèrent pendant des mois à cet endroit qui possédait un magasin depuis 1809 érigé par Jehiel Collins, considéré comme le premier colon de ce qui allait devenir Bytown, . Dans les années qui ont suivi, la région a accueilli des colons tels que Braddish Billings, Abraham Dow, Ira Honeywell et John LeBreton et le propriétaire initial d'une grande partie des premières terres d'Ottawa, Nicholas Sparks. Un autre propriétaire foncier important était le lieutenant-colonel John By, qui a supervisé la construction du canal Rideau.

### Le canal Rideau et la croissance de Bytown

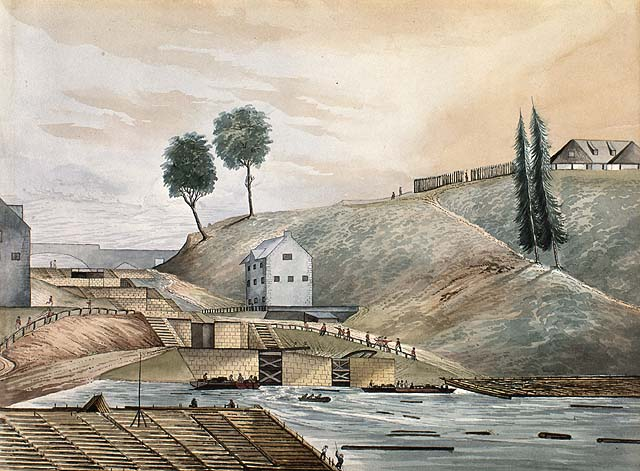
Entrée du canal Rideau en 1839. En 1826, huit écluses furent construites par les Royal Engineers avec la main d'œuvre des colons irlandais et français. Le bâtiment au premier plan s'appelle aujourd'hui le Musée Bytown. À droite se trouve la Colline du Parlement, appelée à l'époque « Barrack Hill ».

Le premier relevé européen de la route Rideau, qui était une partie d'une route de canoe autochtone reliant la rivière des Outaouais au fleuve Saint-Laurent à Gananoque, a été réalisé par le lieutenant Gershom French en 1783. Le 2 octobre 1783, son groupe d'arpentage campa sur les rives de la rivière Rideau, au début du portage de la rivière des Outaouais qui contournait les chutes Rideau. Il a décrit la région comme « le sol partout bon et profond, boisé d'érables, d'ormes et de noyers cendrés ». La guerre de 1812 a rendu évident le besoin d'une voie d'approvisionnement militaire sûre entre Montréal et Kingston. La route Rideau a donc été arpentée en vue de la construction d'un canal, en 1816 par l'ingénieur royal Joshua Jebb et en 1823-1824 par l'arpenteur civil Samuel Clowes. En 1826, le lieutenant-colonel John By fut nommé pour superviser sa construction et il engagea des entrepreneurs parmi lesquels Philemon Wright, qui fournit une grande partie de la pierre, du mortier et de la main-d'œuvre, Thomas McKay, un maçon, et du personnel comme John Mactaggart et Thomas Burrowes, arpenteur. Ce dernier a par ailleurs créé de nombreuses peintures des débuts de Bytown. Le gouverneur général George Ramsay, comte de Dalhousie, s'intéressa vivement à la construction du canal, ainsi qu'à l'établissement d'une colonie dans la région. Le 26 septembre 1826,  le colonel By et Dalhousie avaient convenu que l'entrée du canal devait se trouver à Entrance Bay (son emplacement actuel) et, avec une lettre autorisant le colonel By à diviser la ville en lots , Dalhousie a marqué les origines ,  de ce qui allait devenir la ville de Bytown.
La lettre de Dalhousie indiquait en partie : « Je profite de cette occasion de vous rencontrer ici pour vous remettre un plan schématique de plusieurs lots de terres que j'ai jugé avantageux d'acheter pour l'usage du gouvernement, lorsque ce canal a été évoqué comme étant susceptible d'être réalisé. Non seulement ce plan contient-il le site des écluses de tête, mais il offre un emplacement précieux pour un village ou une ville considérable, pour le logement des artisans et autres éléments essentiels nécessaires à un si grand ouvrage. Je propose que ces lots soient correctement arpentés, répartis en lots d'environ 2 acres, qui seront accordés en fonction des moyens des colons et payant un  loyer gouvernemental de 2/6 par acre et par an » .

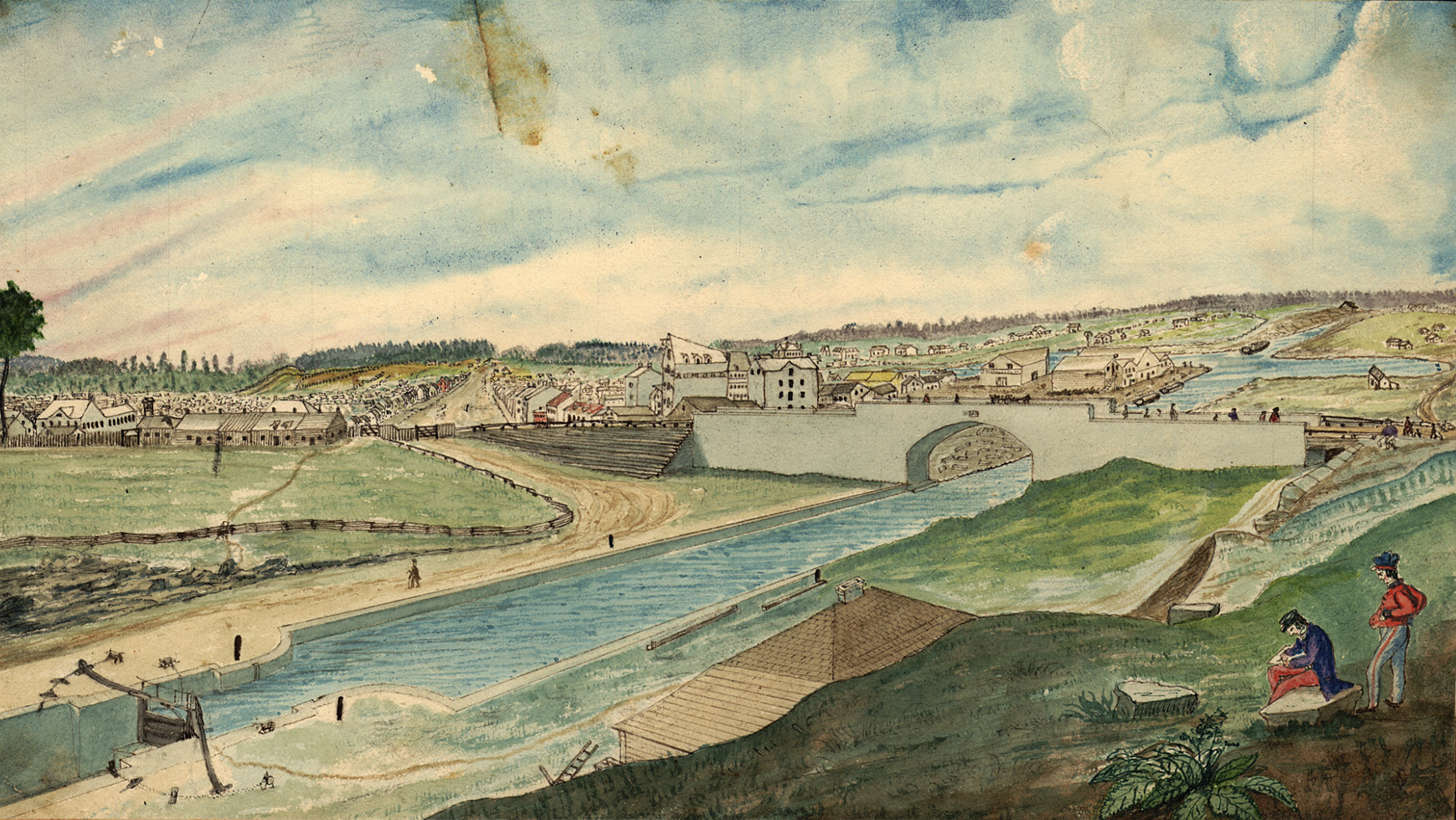
Lower Bytown depuis Barracks Hill, en 1845. Le pont reliant Lower Bytown au reste de la colonie a été érigé en 1827.

Le colonel By établit sa base d'opérations à Wright's Town et commença la construction du pont Union  comme lien vers la nouvelle ville. Les Royal Sappers and Miners furent employés en 1827 pour la construction du canal, qui commença à trois endroits différents, l'un d'eux étant le site des écluses d'Ottawa . Les travailleurs furent emménagèrent finalement dans trois casernes situées sur l'actuelle Colline du Parlement, connue alors sous le nom de Barracks Hill. En 1827, le pont des Sapeurs reliant la Haute-Ville (à l'ouest du canal) et la Basse-Ville (à l'est du canal) a été construit au-dessus du canal Rideau.
La brasserie Victoria a été fondée en 1829 par John Rochester père, et James Rochester, et produisait des bières ale et porter. En 1866, elle était située sur Richmond Road et dirigiée par John Rochester junior. La brasserie Chaudière, fondée en 1858, fut reprise par Parris & Smith en 1865. En 1866, M. Sterling exploitait une brasserie au pied des écluses Rideau tandis que le Dr Doyle exploitait une brasserie sur la rue Sussex.
Un flux constant d’immigration irlandaise vers l’est de l’Ontario (déjà bien engagé) au cours des décennies suivantes, ainsi que les Canadiens français qui  traversaient depuis le Québec, ont fourni la majeure partie des travailleurs impliqués dans le projet du canal Rideau et le commerce du bois. Le canal fut baptisé canal Rideau lorsqu'il fut finalement achevé en 1832. Le colonel By a aménagé la ville et la plupart de ses plans de rues originaux subsistent aujourd'hui.

Plan de Bytown, 1842 1. Colline des Casernes 2. Rue Wellington 3. Rue Victoria (maintenant Lyon) 4. 6, rue Kent. Rue des Étincelles. Le canal Rideau est en haut à droite. La rue Wellington était incomplète et un chemin formait un renflement menant au pont Sappers au-dessus du canal.

Pour fabriquer des voitures et des chariots, Peter Dufour créa une usine de voitures en 1832 ; la Royal Carriage Factory fut fondée en 1840 par George Humphries ; et Wm. Stockdale & Brother's a été fondé en 1854 sur la rue Rideau. La fonderie Perkins, sur la rue Sparks, a été fondée en 1840 par Lyman Perkins pour construire des machines à vapeur, des chaudières et des machines de moulin. La fonderie de la ville a été fondée en 1848 par TM Blasdell pour fabriquer des machines de moulin et des outils agricoles. James McCullough a créé une tannerie en 1860 pour produire du cuir.

L'ancien maire de Bytown et ministre du cabinet, Richard William Scott, se souvient qu'au début de 1850,
Ni Wellington, ni les rues au sud, entre Elgin et Bank, n'avaient été tracées. Sussex était la rue commerçante, et les terrains situés sur cette rue ainsi qu'aux extrémités ouest des rues Rideau, George et parallèles, jusqu'à la rue St. Patrick au nord, offraient les meilleurs rapports qualité-prix. Wellington, à l'ouest de Bank, jusqu'à Bay Street, était assez bien construit. Les Le Breton Flats, s'étendant au nord-ouest du pont de Pooley (à proximité du bâtiment des eaux ), contenaient un certain nombre de maisons dispersées.
Le commerce du bois a stimulé la croissance de Bytown, et la ville a vu un afflux d'immigrants, puis d'entrepreneurs espérant tirer profit de l'équarissage du bois qui serait transporté par flottaison sur la rivière des Outaouais jusqu'à Québec, . Bytown a connu quelques troubles au début, d'abord avec la guerre des Shiners de 1835 à 1845, et l'émeute du Stony Monday en 1849.

## Ville d'Ottawa

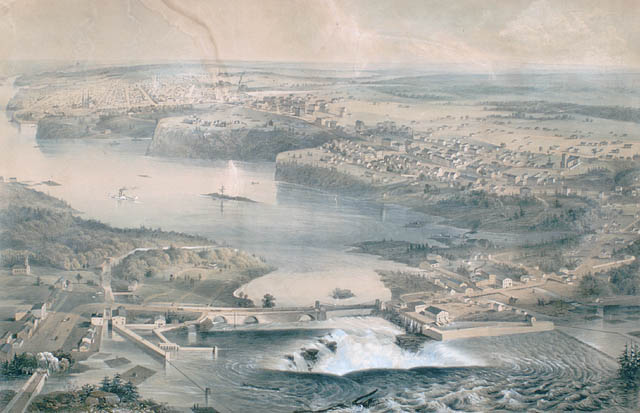
Vue de la Colline du Parlement et des chutes des Chaudières, Ottawa, vers 1900. 1859. La colline est la deuxième haute masse continentale qui s'avance dans la rivière des Outaouais sur la droite. Des casernes étaient situées sur la colline avant la construction du Parlement. Le pont Union est au premier plan, mais sa travée principale a été remplacée, après de nombreuses années de service de traversier uniquement, par un pont suspendu en acier.

Le chemin de fer du Saint-Laurent et d'Ottawa et le chemin de fer de Bytown et Prescott ont relié la ville au monde extérieur en 1854, après de nombreuses dépenses et par la suite d'énormes pertes pour la ville. Bytown, qui n'est plus une ville, est renommée et la ville d'Ottawa est constituée sept jours plus tard, le 1er janvier 1855. Même si la suggestion de donner à la ville un nom autochtone avait été publiée dès 1844, et le maire Turgeon et le conseil municipal ont proposé le nom Ottawa pour marquer le 200e anniversaire du retour des Outaouais sur la rivière pour venir à Montréal à des fins commerciales. La rivière n'avait pas été utilisée pendant environ 5 ans par crainte d'attaque, mais une trêve de 1654 avec les Iroquois a permis sa réutilisation. Bien que l’événement en lui-même n'était pas très significatif, il a donné au nom un contexte historique.
En 1841, le Haut-Canada a cessé d'exister lorsque le sud actuel du Québec a rejoint le sud actuel de l'Ontario dans la province du Canada. La capitale du Haut-Canada avait alterné entre plusieurs villes pendant un certain temps avanty que la reine Victoria soit invitée à choisir un emplacement plus permanent en 1857. Parmi les facteurs qui ont influencé sa décision, on compte les préoccupations en matière de défense, ainsi qu’un emplacement qui serait quelque peu centralisé, et elle a choisi Ottawa (voir : Histoire de la Colline du Parlement ).
Le journal Ottawa Citizen a été créé en 1844, connu à l'origine sous le nom de By town Packet.
L'industrie du bois scié a supplanté le commerce du bois équarri à l'époque de la constitution d'Ottawa, lorsqu'un afflux de barons du bois, principalement américains, a décidé qu'il serait possible de gagner plus d'argent si le bois était réellement scié. Des scieries ont commencé à être construites; certaines des plus grandes scieries du Canada étaient situées près des chutes Chaudière. Les barons du bois les plus connus de la région étaient Henry Franklin Bronson et John Rudolphus Booth. L’industrie du bois a contribué à la croissance d’Ottawa même si les traces de son existence sont pratiquement inexistantes aujourd’hui. La majeure partie de cette industrie a perduré jusqu'au début du siècle, le déclin étant causé par la diminution des marchés du bois d'œuvre en raison du passage à l'acier, la Grande-Bretagne ayant cessé de subventionner le marché et une réduction des approvisionnements en bois brut. À une époque de stagnation de l'industrie manufacturière et de diminution de l'industrialisation de la ville, de nouveaux départements gouvernementaux ont été créés et l'emploi dans la fonction publique a fortement augmenté après 1900.

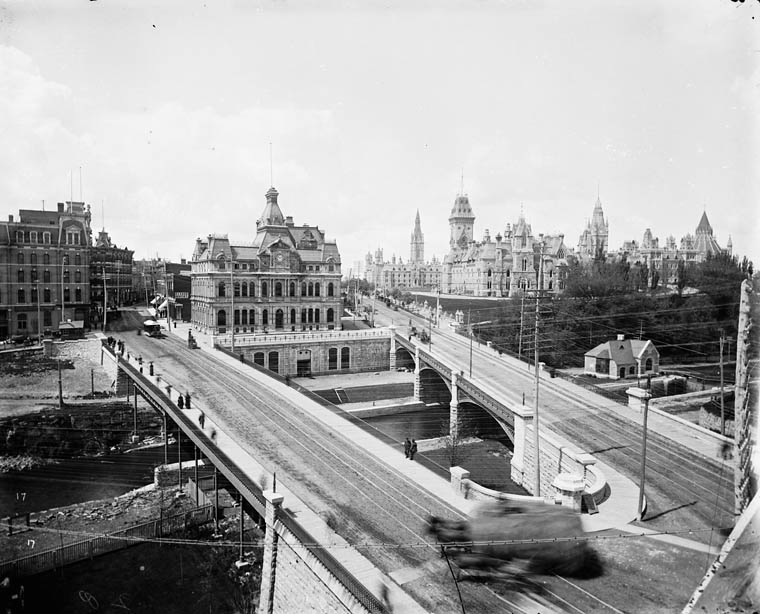
Ancien bureau de poste d'Ottawa. Pont des Sapeurs (à gauche), pont Dufferin (à droite) sur le canal Rideau, années 1890. Aujourd'hui, le mémorial de guerre se dresse à l'emplacement du bureau de poste, avec un nouveau bureau de poste (maintenant également ancien) sur Sparks Street. Les deux ponts ont été remplacés par le pont Plaza (Ottawa) et comblés. Le bloc central des bâtiments du Parlement a été remplacé après un incendie en 1916.

Les édifices du Parlement ont été construits entre 1860 et 1876 sur la Colline du Parlement. En 1867, le Canada-Est et le Canada-Ouest cessèrent d’exister et furent remplacés par les provinces de Québec et de l’Ontario. Lors de leur formation, les provinces se sont unies à la Nouvelle-Écosse et au Nouveau-Brunswick dans la Confédération canadienne. La loi adoptée en 1870 sous le titre « Loi concernant certains travaux sur la rivière des Outaouais » demeure en vigueur à ce jour et stipule que la rivière et « tous les canaux ou autres tranchées pour faciliter cette navigation, ainsi que tous les barrages, glissoires, jetées, estacades, remblais et autres ouvrages de quelque nature que ce soit dans le chenal ou les eaux de ladite rivière » relèvent de la compétence exclusive du Parlement à Ottawa, qui délègue désormais cette responsabilité au ministre des Travaux publics et des Services gouvernementaux.
L'Académie d'Ottawa et le Séminaire des jeunes filles ont été fondés sur la rue Sparks en 1861.
La société Nordhemier & Cie. a créé en 1866 une agence pour toutes sortes de musiques et d'instruments de musique, sous la direction de JL Orille & Fils. L'asile de la Madeleine a été établi en tant que société religieuse et charitable en 1866 sur la rue Ottawa entre Gloucester et Chapel. Il était.géré par les Sœurs du Bon Pasteur,
Le 7 avril 1868, Thomas D'Arcy McGee, Père de la Confédération et député, fut assassiné devant la pension de Mme Trotter, sur la rue Sparks, entre Metcalfe et O'Connor. Le Nate's Deli se trouve actuellement à cet emplacement. Le 11 février 1869, Patrick J. Whelan a été pendu en public à la prison du comté de Carleton, rue Nicholas. Il s’agissait de la dernière pendaison publique au Canada.

### Expansion en une grande ville canadienne
Un système de tramways à chevaux assurait les services de transports en commun depuis 1870. Il a été remplacé par un vaste réseau de transport public a été lancé lorsque Thomas Ahearn a fondé l' Ottawa Electric Railway Company en 1893. Cette entreprise privée a fini par fournir un service de tramway chauffé couvrant des zones telles que Brittania, Westboro, The Glebe, Rockcliffe Park et Old Ottawa South.
Le 28 juin 1886 Ottawa est devenue partie intégrante du réseau ferroviaire transcontinental lorsque la Pacific Express l'a reliée à Hull, au Québec (aujourd'hui Gatineau), puis à Lachute, au Québec, via le pont Prince-de-Galles. Pendant des années, Ottawa a été sillonnée par les chemins de fer de plusieurs compagnies qui avaient des gares telles que le Bytown and Prescott Railway à New Edinburgh, Broad Street à Lebreton Flats et deux autres. Une gare centrale au centre-ville a été créée pour la première fois en 1895 par le Canada Atlantic Railway de John Rudolphus Booth. Le site fut plus tard utilisé pour Union Station, qui ouvrit en juin 1912 sans grande fanfare, puisque le directeur général du Grand Trunk Railway, Charles Hays, avait péri dans la catastrophe du Titanic deux mois auparavant. Les voies longeaient le côté est du canal en direction du centre-ville jusqu'à la gare Union, puis le long du Château Laurier jusqu'au pont Alexandra (interprovincial). Elles ont été retirées en 1966, 

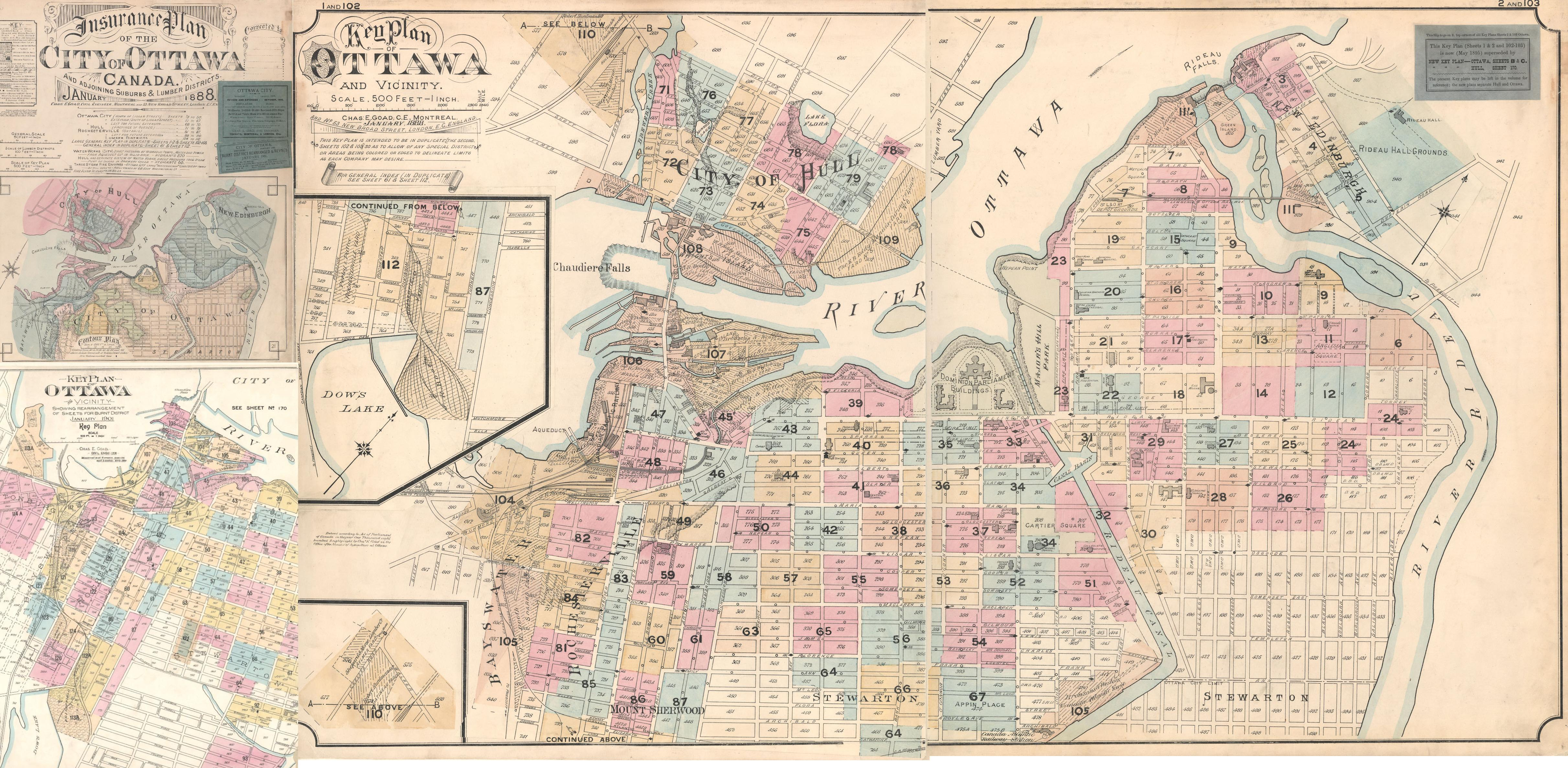
Carte du régime d'assurance de la ville d'Ottawa, 1888-1901, avec les noms et les emplacements des entreprises indiqués

L'incendie de Hull-Ottawa de 1900 a détruit les deux tiers de Hull, dont 40% de ses bâtiments résidentiels et la plupart de ses plus grands employeurs le long de la rivière. L'incendie s'est également propagé à travers la rivière des Outaouais et a détruit environ un cinquième de la ville, des plaines LeBreton au sud de la rue Booth et jusqu'au lac Dow.
Un autre incendie détruisit l'édifice central du Parlement. La Chambre des communes et le Sénat ont été temporairement déplacés vers le Musée commémoratif Victoria récemment construit, aujourd'hui le Musée canadien de la nature. Un nouveau bloc central a été achevé en 1922, Sa pièce maîtresse est une structure dominante de style néo- gothique connue sous le nom de Tour de la Paix située sur la rue Wellington.
La place de la Confédération a été créée à la fin des années 1930 et le Monument commémoratif de guerre du Canada a été érigé sur des terres qui avaient auparavant abrité le prestigieux hôtel Russell House, le théâtre Russell et l'ancien hôtel de ville, tous détruits par un incendie, et l'ancien bureau de poste et l'église presbytérienne Knox furent démolis. Un nouveau bureau de poste central a été érigé face au mémorial.
L'apparence industrielle d'Ottawa a été considérablement transformée à la suite du plan Greber des années 1940. Des pouvoirs ont été par la suite accordés à la Commission de la capitale nationale (CCN) nouvellement formée par une loi du Parlementp our obtenir la propriété des terres et effectuer de vastes changements. Les résultats de ces mesures incluent la ceinture verte de la capitale nationale, l'expropriation de zones du centre-ville, la suppression de grandes zones industrielles, le retrait des voies ferrées du centre-ville, le déplacement de la gare hors du centre-ville, et la création et l'entretien de zones qui allaient donner à la capitale nationale une apparence plus attrayante.

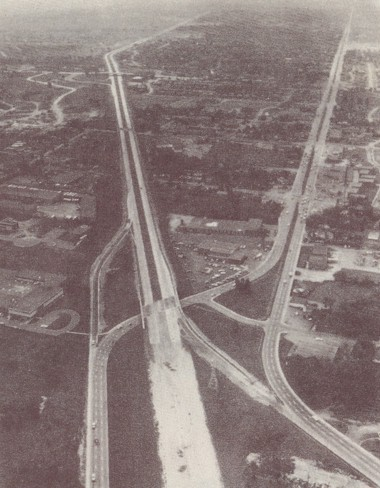
Le Queensway regardant vers l'ouest, surplombant l'échangeur à moitié achevé de l'avenue Carling en 1961. La construction du Queensway a été motivée par le plan Greber.

La collaboration entre la ville et la Commission du district fédéral, qui précédait la CCN, a également conduit à d'importants projets liés aux eaux et aux égouts, à la construction du Queensway à l'ancien droit de passage du GTR/CNR et de plusieurs ponts, à l'agrandissement de l'avenue Carling et à l'offre de terrains de la FDC à Green Island (près de Rideau Falls) pour créer l'hôtel de ville, ouvert en 1958. Jusqu'alors, l'administration municipale était restée sans bâtiment permanent depuis environ 17 ans. Il a été utilisé jusqu'en 2000, lorsque l'hôtel de ville d'Ottawa a occupé l'ancien siège de la municipalité.
Dans les années 1960 et 1970, le paysage urbain d'Ottawa a été considérablement modifié par un boom de la construction. Ottawa est devenue l’une des plus grandes villes de haute technologie du Canada au point d'être surnommée la Silicon Valley du Nord. Dans les années 1980, Bell Northern Research (plus tard Nortel) employait des milliers de personnes, et de grandes installations de recherche subventionnées par le gouvernement fédéral, comme le Conseil national de recherches, ont contribué à un boom technologique. Les premiers utilisateurs ont donné naissance à des sociétés dérivées telles que Newbridge Networks, Mitel et Corel. D'autres grandes entreprises spécialisées dans les logiciels informatiques et les infrastructures électroniques ont été créées à cette époque, mais en 2001, d'énormes pertes ont commencé à être enregistrées. L’industrie continue aujourd’hui, mais a beaucoup changé.
Les limites de la ville d'Ottawa se sont agrandies au fil des ans, mais c'est le 1er janvier 2001 qu'elle a acquis le plus de territoire, quand toutes les municipalités de la municipalité régionale d'Ottawa-Carleton ont été fusionnées en une seule ville. Le président régional Bob Chiarelli a été élu premier maire de la nouvelle ville lors des élections municipales de 2000, battant la maire de Gloucester Claudette Cain. La ville d'Ottawa comprend désormais non seulement les anciennes villes de Vanier, Nepean, Kanata et les banlieues d'Orléans, en Ontario, parmi d'autres, mais compte désormais de nombreuses fermes dans ses limites.
La croissance de la ville a entraîné des tensions sur le système de transport public et sur les ponts. Le 15 octobre 2001, un réseau de transport léger sur rail (LRT) a été introduit, l'O-Train. Il relie depuis le centre-ville d'Ottawa à la banlieue sud via l'Université Carleton. De nombreux débats politiques sur l’expansion du métro léger ont ensuite dominé la politique civique tout au long de la décennie suivante.Le vote en faveur du prolongement de la ligne Trillium de l'O-Train et de son remplacement par un système de tramway électrique a été un enjeu majeur lors des élections municipales de 2006, où Chiarelli a été battu par l'homme d'affaires Larry O'Brien. Le nouveau conseil a changé d'avis sur l'expansion du train léger sur rail, déclenchant de nombreuses controverses juridiques.
Des plans ont ensuite été établis pour mettre en place une série de stations de train léger sur rail du côté est de la ville jusqu'au centre-ville et pour utiliser un tunnel dans le centre-ville. Le 19 décembre 2012, le conseil municipal a approuvé à l'unanimité la construction de la ligne de la Confédération dont le parcours d'est en ouest s'étend de la station Blair au pré Tunney. La ligne utilise l'infrastructure existante du Transitway, à l'exception de trois stations souterraines situées sous le centre-ville. Le service est établi en septembre 2019.
À compter du 6 janvier 2025, le parcours de la Ligne 2 a été allongé jusqu'à la station Limebank et la Ligne 4 qui connecte la ligne 2 à l'aéroport international d'Ottawa a été ouverte. L'expansion de la ligne 2 inclut la création de 5 nouvelles stations.

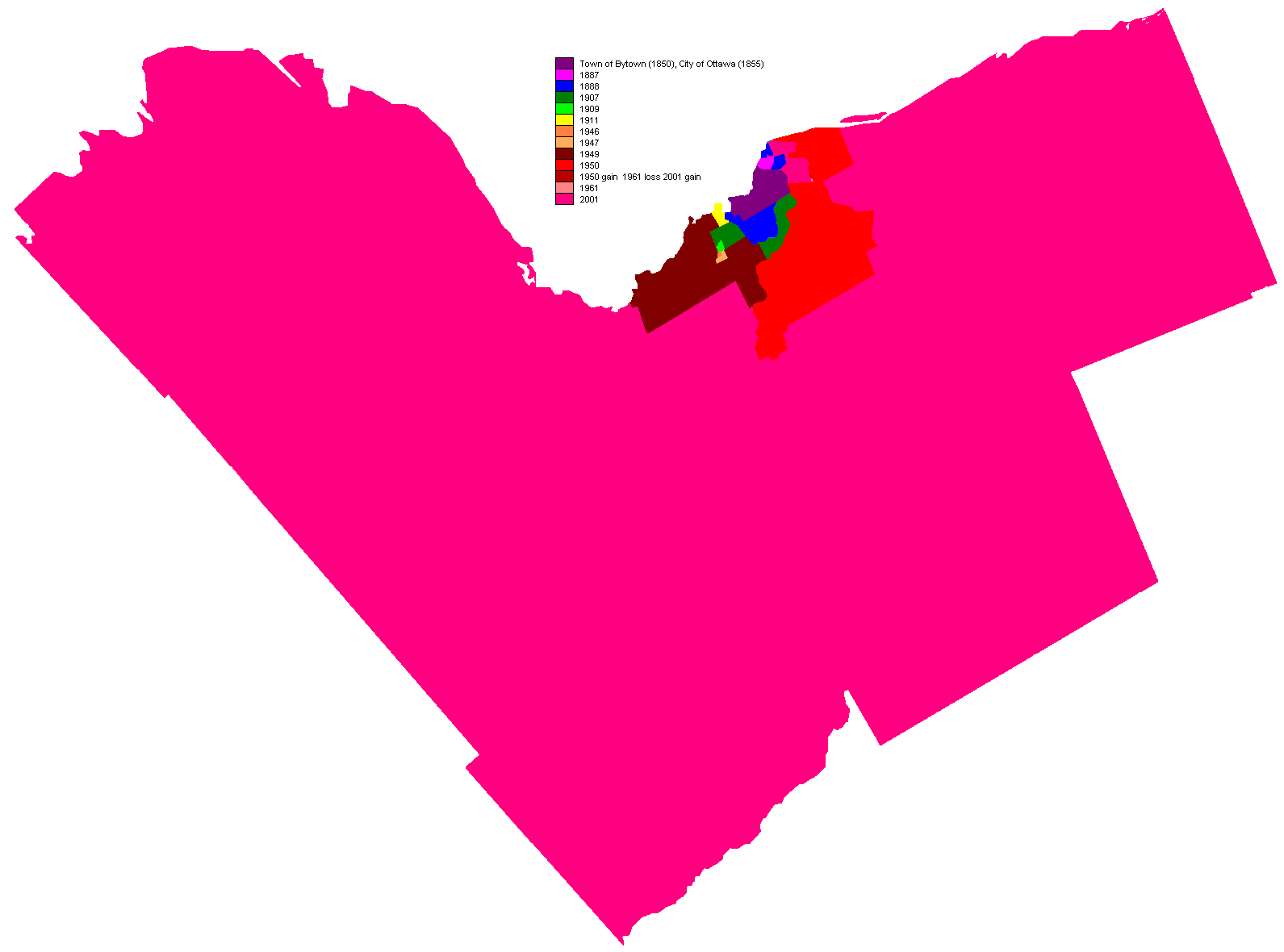
Historique de l'annexion d'Ottawa jusqu'en 2001.

En 2001, la ville a publié une interdiction de fumer dans les bars et restaurants publics. Après de nombreux débats, le conseil municipal d’Ottawa s'est opposé à l'adoption d'une motion visant à interdire l’utilisation de pesticides à des fins esthétiques en 2005. Le maire Larry O'Brien a connu des problèmes juridiques récurrents au cours de son mandat et a été battu aux élections municipales de 2010 par l'ancien maire Jim Watson.
En 2002, Ottawa a obtenu sa deuxième franchise de la Ligue canadienne de football (LCF), les Renegades d'Ottawa. L'équipe disparaîtra après seulement quatre saisons. En 2007, une partie des tribunes sud du stade Frank Clair a été démolie, suscitant des idées sur l'avenir du site. En 2010, le conseil municipal a voté la rénovation du stade et le réaménagement de tout le parc Lansdowne. La ville s'est également vu attribuer une franchise de la LCF qui a commencé à jouer en 2014, appelée les Redblacks d'Ottawa. En 2014, la ville s'est vu attribuer une franchise de baseball Can-AM et les Champions d'Ottawa ont commencé à jouer le 22 mai 2015 au stade d'Ottawa (maintenant appelé Raymond Chabot Grant Thorton ou RCGT Park).
À partir du 29 janvier 2022, un mouvement baptisé « Freedom Convoy » occupe la colline du Parlement en protestation contre l'obligation vaccinale anti-Covid-19 pour entrer par voie terrestre au Canada. Le mouvement conduit à un blocage du quartier pendant trois semaines et à l'invocation de la Loi sur les mesures d'urgence afin d'y mettre un terme. Une opération policière majeure est menée les 17 et 18 février pour reprendre le contrôle du centre-ville.